# Nap
Napul este o plantă erbacee, bienală cu înălțimea de până la 50–100 cm, cu  tulpina floriferă dreaptă, cilindrică, mult ramificată, acoperită cu perișori. Înflorește în lunile mai–iunie.

## Origine
Este originar din țările bazinului Mării Mediterane. Grecii antici foloseau napul ca aliment, medicament și furaj.
Napul preferă soluri ușoare, bine prelucrate și cu o umiditate moderată. Este rezistent la temperaturi joase și de aceea se seamănă foarte devreme. Are perioada de vegetație scurtă și poate fi cultivat în zonele reci. Recoltarea rădăcinilor se face peste 60-80 zile de la semănare. Se păstrează la rece (în beciuri sau în nisip).

## Consistență
Rădăcinile de nap conțin zaharuri (predomină glucoza), proteine, lipide, multe săruri minerale (potasiu, calciu, magneziu, fosfor, fier, mangan, zinc), multe vitamine (mai ales C, B1, B2, PP), cantități mici de caroten și celuloză. Frunzele tinere conțin vitamina C.
Napul se cunoaște foarte mult ca plantă medicinală. Este folosit ca laxativ, antiscorbutic, diuretic, expectorant și calmant al tusei. Sucul de nap cu miere se întrebuințează în tratamentul afecțiunilor gastrointestinale și ca stimulator al funcției cardiace. Consumul rădăcinilor are efect curativ în cazuri de gastrită cu secreția scăzută, colită spastică, dereglare a funcției căilor biliare, atonie a intestinului.